# Texistepec
Texistepec är en kommunhuvudort i Mexiko.   Den ligger i kommunen Texistepec och delstaten Veracruz, i den sydöstra delen av landet, 500 km öster om huvudstaden Mexico City. Texistepec ligger 50 meter över havet och antalet invånare är 8 758.
Terrängen runt Texistepec är platt. Runt Texistepec är det ganska tätbefolkat, med 166 invånare per kvadratkilometer. Närmaste större samhälle är Acayucan, 11,9 km nordväst om Texistepec. Omgivningarna runt Texistepec är en mosaik av jordbruksmark och naturlig växtlighet.